# كأس الأبطال الفرنسي 2001
كأس الأبطال الفرنسي 2001 (بالفرنسية: 2001 Trophée des Champions)‏ مباراة جمعت بين ستراسبورغ و‌نانت في 19 يوليو 2001 على ملعب دو لامينو في مدينة ستراسبورغ، وفاز بها نانت بنتيجة 4–1.

## وصلات خارجية
- باللغة الفرنسية